# 上海故事广播
上海人民广播电台故事广播，是上海广播电视台旗下一專業電台，於2007年12月23日正式宣告成立，全天播音18个小时（5:00-23:00），是上海首个以故事立台的频率，主力收听群体为45岁以下人群。2024年1月1日起，该频率停止播出所有自办节目，全天播音时段并机播出上海交通广播节目。2025年1月1日0时，频率停播。

## 历史
2002年7月15日，原上海文广新闻传媒集团下属的文艺频率节目内容细分为二，组建文艺频率和戏剧频率，新的文艺频率以中波1422千赫（后改为浦江之声使用）、调频96.8兆赫播出。新的文艺频率以长篇故事连播为主打栏目，设有长篇连播、广播影视剧、综合文艺3个节目类别，其中《刑警803》为频率知名节目。
2005年12月，文艺频率归入新组建的SMG综艺部，播出频率调整为调频107.2兆赫。2007年12月23日，文艺频率更名为故事广播，主推《小说连播》《武侠传奇》《月光宝盒》等文化服务类节目。
2009年，故事广播归入东方广播公司（后改为东方广播中心）管理。
2020年2月至2021年10月，该台逢星期一至星期五早间6:00——10:00，下午17:00——18:00联播上海交通广播节目。
2024年1月1日起，该频率停止播出所有自办节目，全天播音时段（10:00-11:00、14:00-15:00、17:00-18:00除外，重播上海新闻广播周播节目）并机播出上海交通广播节目。2025年1月1日0时，频率停播。

## 节目列表
（下列节目均已停播）
- 当汽车爱上音乐
- 1072小说连播
- 闲话上海滩
- 梁辉说法
- 真实记录
- 阿拉讲故事
- 重温经典
- 档案揭秘
- 新闻故事（已停播）
- 传奇
- 人物
- 相约1072
- 唐宋明月
- 月光宝盒（周六及周日 萌动六十分）
- 财富人物（已停播）
- 迷案剧场（刑警803）
- 历史传奇
- 悦读60分（原《悦读30分》）
- 书市排行榜
- 星期广播阅读会
- 惊险时空/新聊斋
- 拍案冲击播

### 重播新闻广播节目
（10:00-11:00、14:00-15:00、17:00-18:00时段）
- 十万个为什么（周一至周四）
- 极客秀（周五）
- 海上畅谈（周六、日）

## 主持人
- 周琳
- 北辰
- 梁辉
- 易峰
- 桂敏
- 竹青
- 秦芳
- 琚一品
- 齐放